# Charlestown of Aberlour
Charlestown of Aberlour är en ort i Storbritannien.   Den ligger i kommunen Moray och riksdelen Skottland, i den norra delen av landet, 700 km norr om huvudstaden London. Charlestown of Aberlour ligger 91 meter över havet och antalet invånare är 880.
Terrängen runt Charlestown of Aberlour är kuperad åt sydost, men åt nordväst är den platt. Charlestown of Aberlour ligger nere i en dal. Runt Charlestown of Aberlour är det mycket glesbefolkat, med 3 invånare per kvadratkilometer. Närmaste större samhälle är Keith, 18,1 km öster om Charlestown of Aberlour. I omgivningarna runt Charlestown of Aberlour växer i huvudsak blandskog.